# Stadion Yoshlik-Kamolot w Taszkencie
Stadion Yoshlik-Kamolot – wielofunkcyjny stadion w stolicy Uzbekistanu, Taszkencie. Obiekt może pomieścić 9100 widzów. Swoje spotkania rozgrywa na nim drużyna NBU Osiyo Taszkent. Na stadionie jeden raz zagrała również reprezentacja Uzbekistanu, pokonując 29 lutego 2000 roku w meczu towarzyskim Mongolię 8:1.
W 2009 roku odbył się na nim jeden z regionalnych turniejów wchodzących w skład Asian Five Nations.